# Istiblennius rivulatus
Istiblennius rivulatus är en fiskart som först beskrevs av Rüppell, 1830.  Istiblennius rivulatus ingår i släktet Istiblennius och familjen Blenniidae. Inga underarter finns listade i Catalogue of Life.